# أوزون قية
أجودان‌ أباد هي قرية في مقاطعة كليبر، إيران. عدد سكان هذه القرية هو 15 في سنة 2006.